# ألان هاملين
ألان هاملين (بالإنجليزية: Alan Hamlin)‏ هو اقتصادي بريطاني، ولد في 25 مارس 1951.